# Lom u Červených Peček
Lom u Červených Peček je přírodní památka ev. č. 635, která se nachází v severní části obce Červené Pečky v okrese Kolín. Chráněné území je ve správě Krajského úřadu Středočeského kraje. Lom byl odkryt těžbou písku. Dnes je lokalita ohrožena občasným nelegálním výkopem materiálu. Lokalita patřila mezi exkurzní místa Mezinárodního geologického kongresu Praha 1968.

## Předmět ochrany
Důvodem ochrany je ukázka transgrese svrchnokřídového moře, paleontologická lokalita. Hromadně se zde vyskytují schránky ústřice Rhynchostreon suborbiculatum, které byly nahromaděny během mořské bouře před 90 miliony let. Některé schránky si doteď zachovaly své původní zbarvení. Prvohorní sedimenty jsou překryty mocnou vrstvou pleistocenní spraše, na které jsou vyvinuty černozemě. Písčité a sprašové stěny jsou hojně osídleny blanokřídlým hmyzem.